# Uragano Michael
L'uragano Michael è stato un uragano atlantico di categoria 5 che nel mese di ottobre 2018 ha colpito gli Stati Uniti sud-orientali. Con i suoi venti a 260 km/h e una pressione atmosferica di 919 mbar al momento dell'approdo, è stato il più forte uragano a colpire gli Stati Uniti in termini di venti dall'uragano Andrew del 1992 e il terzo più intenso di sempre in termini di pressione, dietro solo all'uragano Labor Day del 1935 e all'uragano Camille del 1969.

## Storia della tempesta

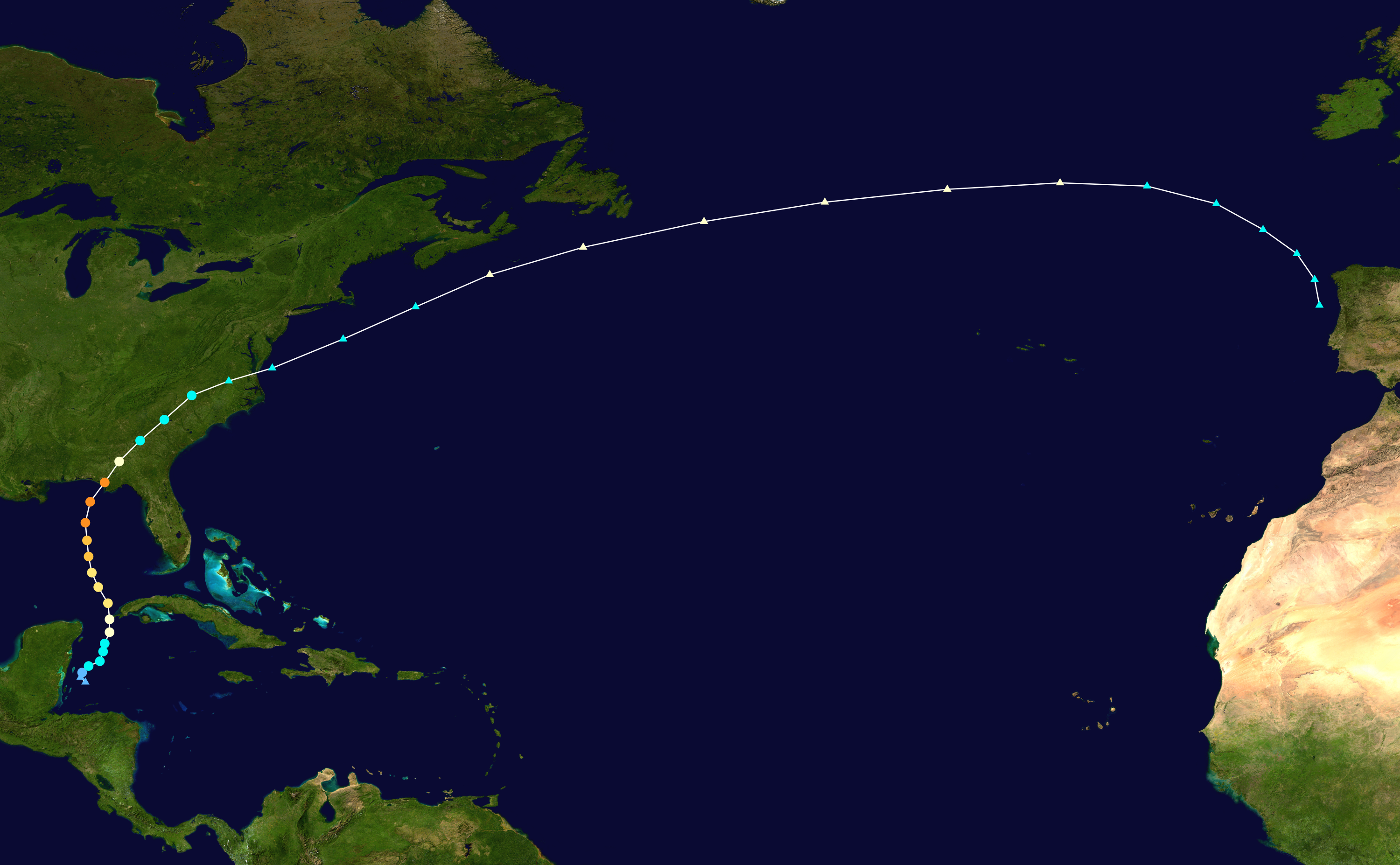
Mappa dell'intensità dell'uragano Michael lungo il suo percorso

La mattina del 2 ottobre 2018, il National Hurricane Center ha iniziato a monitorare un'area di bassa pressione che si era sviluppata nel mar dei Caraibi sud-occidentale. La perturbazione è quindi diventata più organizzata mentre si dirigeva a nord-est verso la penisola dello Yucatán, e alle 21:00 UTC del 6 ottobre il National Hurricane Center ha emesso un avviso per un "potenziale ciclone tropicale quattordici". La mattina del 7 ottobre, le immagini satellitari indicavano un rafforzamento sufficiente a classificare la perturbazione come depressione tropicale quattordici, che alle 16:55 UTC dello stesso giorno si è rafforzata a tempesta tropicale, ricevendo il nome Michael.
Nonostante un moderato wind shear verticale, Michael ha continuato a rafforzarsi e verso le 15:00 UTC dell'8 ottobre è diventato un uragano di categoria 1 sulla scala Saffir-Simpson, con venti di 120 km/h e una pressione centrale minima di 982 mbar. Verso la fine dello stesso giorno, mentre l'uragano attraversava il canale dello Yucatán per dirigersi nel golfo del Messico, ha avuto inizio una fase di rapida intensificazione e un occhio del diametro di 65 km ha iniziato a formarsi. Alle 21:00 UTC del 9 ottobre Michael è quindi diventato un uragano di categoria 3, con venti massimi sostenuti di 195 km/h. Nel mentre, in circa 6 ore, la pressione centrale minima nell'occhio è diminuita di 20 mbar, passando da 967 a 947 mbar, e alle 06:00 UTC del 10 ottobre Michael si è rafforzato a uragano di categoria 4, con venti massimi di 210 km/h.
Alle 18:00 UTC, nel momento dell'approdo in Florida nei pressi di Mexico Beach, l'uragano ha raggiunto il suo picco di intensità, arrivando a sostenere venti di 250 km/h e una pressione centrale minima di 919 mbar, che lo ha reso il terzo più intenso uragano atlantico per pressione atmosferica mai approdato negli Stati Uniti, dietro solo all'uragano Labor Day del 1935 e all'uragano Camille del 1969. Una volta nell'entroterra, Michael ha iniziato a indebolirsi mentre si muoveva sopra gli Stati Uniti sud-orientali, venendo declassato a uragano di categoria 2 alle 23:00 UTC e poi a tempesta tropicale alle 04:00 UTC dell'11 ottobre, mentre si trovava sopra la Georgia centrale.

## Impatto

### America centrale
In America centrale, l'effetto combinato della perturbazione che ha poi dato origine a Michael e di un'altra perturbazione posta sull'Oceano Pacifico ha causato diversi allagamenti. Almeno tredici persone sono state confermate morte: sei in Honduras, quattro in Nicaragua e tre in El Salvador. Circa 2 000 case in Nicaragua hanno subito danni e 1 115 persone sono state evacuate, mentre un totale di 253 e 180 edifici sono stati danneggiati rispettivamente in El Salvador e in Honduras. In totale, oltre 22 700 persone sono state direttamente affette dalla perturbazione nei tre paesi.